# Ямська вулиця (Київ)
Ямська́ ву́лиця — вулиця в Голосіївському районі міста Києва, місцевість Нова Забудова. Пролягає від вулиці Івана Федорова до проїзду без назви між вулицями Казимира Малевича і Миколи Грінченка.
Прилучаються вулиці Лабораторна, Володимиро-Либідська, Німецька.

## Історія
Вулиця виникла в середині XIX століття. Назва — від розташованого колись тут селища Ямки. У кінці XIX — на початку XX століття Ямська вулиця була відома в Києві своїми будинками розпусти. Після їх переносу, з метою остаточно запобігти сумнівній репутації вулиці, її жителі в березні 1906 року звернулися до міської думи з проханням назвати вулицю Криловською, на честь російського поета-байкаря Івана Крилова. Проте дума, підтримавши необхідність перейменування, запропонувала жителям підібрати їй іншу, «місцеву» назву. У 1907 році вулиця набула назву Батиєва, від розташованої неподалік Батиєвої гори. 
У 1938 році вулиця набула назву вулиця ім. Петра Кривоноса, на честь залізничника-стахановця Петра Кривоноса (фактично продовжували використовувати попередню назву вулиці). 
Історичну назву вулиці повернуто 1944 року.
Ямську вулицю увічнено Олександром Купріним у повісті «Яма».
Більшу частину старої забудови знесено у 1980-х роках. Будинок № 52 знесено 2013 року.

## Пам'ятки історії та архітектури
- буд. № 8 — будинок чергової для кондукторів станції Київ-Товарний, 1907 (архіт.)
- буд. № 44 — будинок, кінець XIX — початок ХХ ст., в якому містилася кузня (іст.).
- буд. № 54 — будинок, початок ХХ ст., в якому містився каретний цех (іст.).

## Зображення

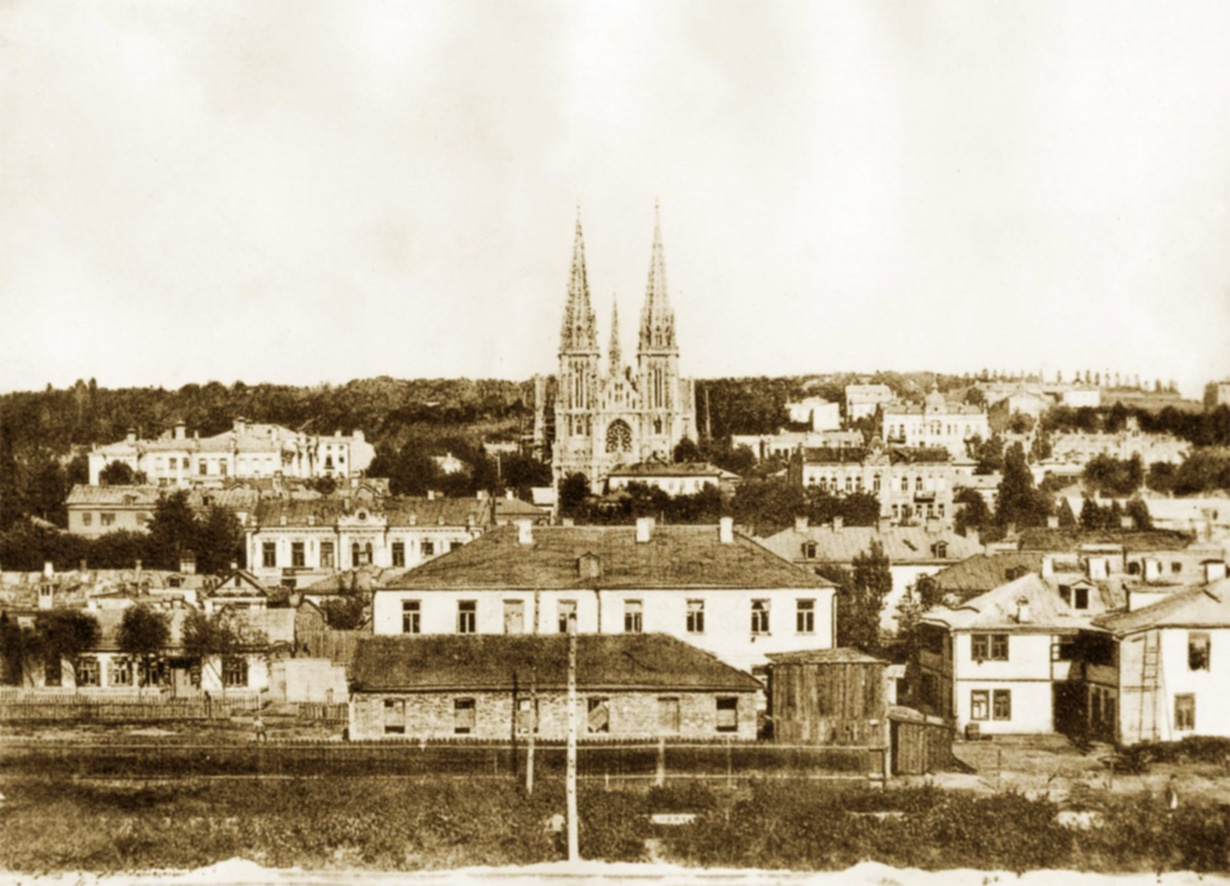
На першому плані — Ямська вулиця, на задньому — Миколаївський костел, бл. 1915
Церква християн-адвентистів Сьомого дня, буд. № 70
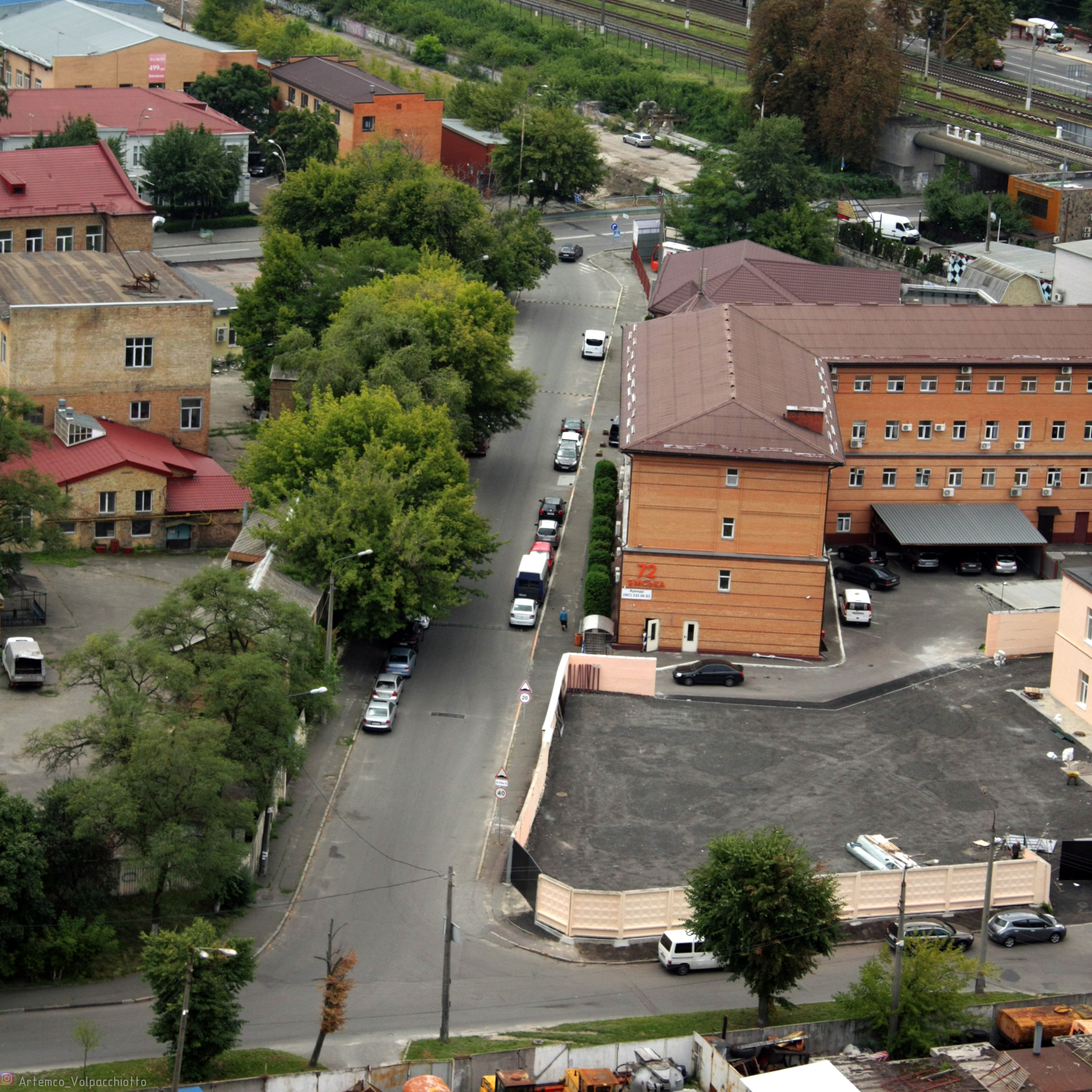
частина від вул. Німецької до кінця
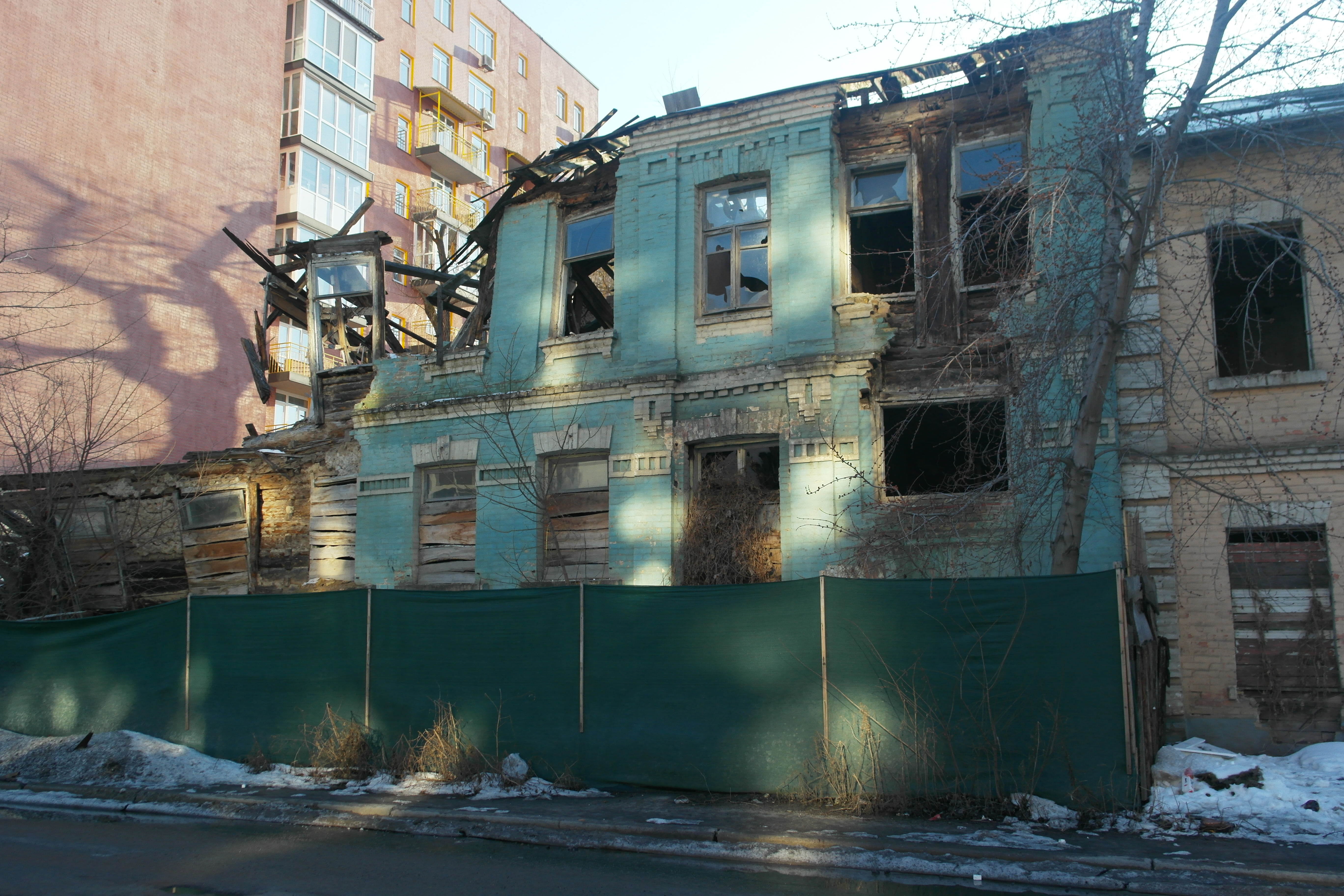
№ 59
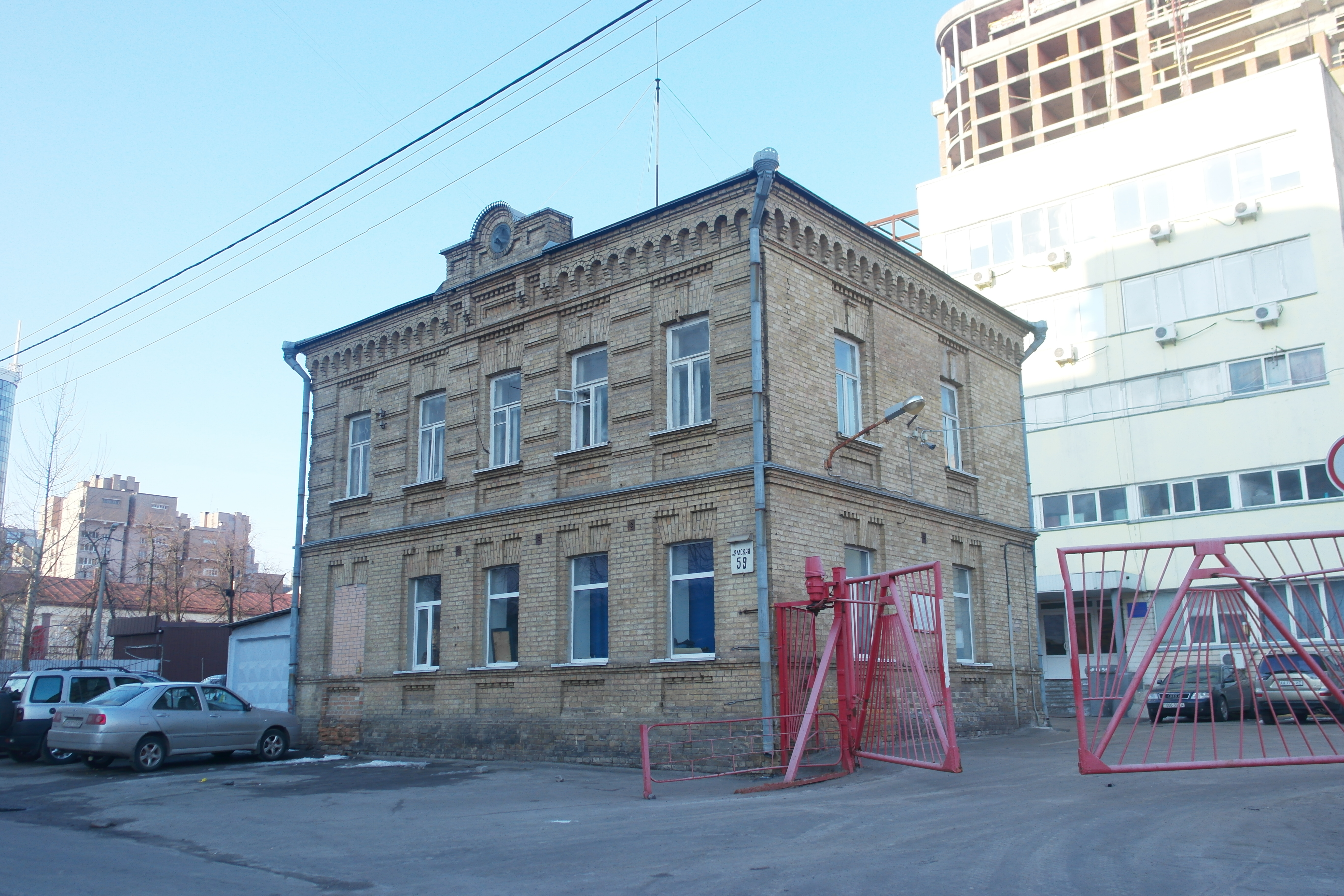
№ 50